# Derolus argentifer
Derolus argentifer es una especie de escarabajo longicornio del género Derolus, tribu Cerambycini, subfamilia Cerambycinae. Fue descrita científicamente por Pic en 1904.

## Descripción
Mide 18-20 milímetros de longitud.

## Distribución
Se distribuye por China.